# Phil Waugh
Philip Robert Waugh (Sídney, 22 de septiembre de 1979) es un ex–jugador australiano de rugby que se desempeñaba como flanker.

## Carrera
Waugh se caracterizó por su habilidad de manos, efectividad en el tackleo, potencia física y velocidad en los rucks. En 2003 fue nominado como Mejor Jugador del Mundo pero al final el premio lo ganó Jonny Wilkinson.
Desarrolló toda su carrera en los New South Wales Waratahs, franquicia australiana del Super Rugby, fue su capitán desde 2008 y se retiró luego de no ser convocado al Mundial de Nueva Zelanda 2011. Fue nombrado capitán de los Barbarians en 2009 y mantuvo una popular rivalidad deportiva con su compatriota George Smith.

## Selección nacional
Integró a los Junior Wallabies desde 1998 a 2000.
Fue convocado a los Wallabies por primera vez para enfrentar al XV de la Rosa en noviembre de 2000, fue capitán en 2006 y jugó su último partido en junio de 2009 contra Les Bleus, tras este partido dejó de ser tenido en cuenta por el entrenador Robbie Deans. En total jugó 79 partidos y marcó 20 puntos, productos de cuatro tries.

### Participaciones en Copas del Mundo
Participó de los mundiales de Australia 2003 donde fue titular indiscutido y Francia 2007 donde fue suplente de Smith, jugando de titular solo ante Fiyi por la fase de grupos.
| Mundial                       | Sede      | Resultado        | PJ | Tries |
| ----------------------------- | --------- | ---------------- | -- | ----- |
| Copa Mundial de Rugby de 2003 | Australia | Subcampeón       | 6  | 0     |
| Copa Mundial de Rugby de 2007 | Francia   | Cuartos de final | 4  | 0     |

## Palmarés
- Campeón de The Rugby Championship de 2001.